# Pachycephalopsis poliosoma
La petroica ojiblanca (Pachycephalopsis poliosoma) es una especie de ave paseriforme de la familia Petroicidae endémica de Nueva Guinea.

## Subespecies
- Pachycephalopsis poliosoma albigularis
- Pachycephalopsis poliosoma approximans
- Pachycephalopsis poliosoma balim
- Pachycephalopsis poliosoma hunsteini
- Pachycephalopsis poliosoma hypopolia
- Pachycephalopsis poliosoma idenburgi
- Pachycephalopsis poliosoma poliosoma